# Lîmarivka, Bilovodsk
Lîmarivka (în ucraineană Лимарівка) este un sat în comuna Kononivka din raionul Bilovodsk, regiunea Luhansk, Ucraina.

## Demografie
Componența lingvistică a localității Lîmarivka
     Ucraineană (94,87%)
     Rusă (5,13%)
Conform recensământului din 2001, majoritatea populației localității Lîmarivka era vorbitoare de ucraineană (94,87%), existând în minoritate și vorbitori de rusă (5,13%).